# Sesbania rostrata
Sesbania rostrata är en ärtväxtart som beskrevs av Cornelis Eliza Bertus Bremekamp och Anna Amelia Obermeyer. Sesbania rostrata ingår i släktet Sesbania och familjen ärtväxter. Inga underarter finns listade i Catalogue of Life.